# Parafia św. Katarzyny Aleksandryjskiej w Rudzicy
Parafia św. Katarzyny Aleksandryjskiej w Rudzicy – parafia rzymskokatolicka w dekanacie Lubań w diecezji legnickiej. Obsługiwana przez księży archidiecezjalnych. Erygowana w 1601.